# Glossosoma abhikhara
Glossosoma abhikhara är en nattsländeart som beskrevs av Schmid 1959. Glossosoma abhikhara ingår i släktet Glossosoma och familjen stenhusnattsländor. Inga underarter finns listade i Catalogue of Life.